# 寝屋川市立池の里小学校
寝屋川市立池の里小学校（ねやがわしりつ いけのさとしょうがっこう）は、大阪府寝屋川市池田西町にかつてあった公立小学校。
地域の児童の急増で、1978年（昭和53年）に寝屋川市立西小学校・寝屋川市立池田第二小学校（現・寝屋川市立桜小学校）の2校から分離開校した。しかし寝屋川市の方針により、2005年（平成17年）3月に分離元の2校とそれぞれ再統合する形で廃校となった。
跡地は寝屋川市立池の里市民交流センターとなっている。

## 沿革
- 1978年4月1日 - 寝屋川市立西小学校、寝屋川市立池田第二小学校より分離開校。
- 1979年7月20日 - 校庭西側防球ネット設置。
- 1980年1月26日 - 校歌制定。
- 1991年11月10日 - 視聴覚教室設置。
- 1995年3月15日 - 事務室設置。
- 2005年3月31日 - 閉校。寝屋川市立西小学校・寝屋川市立桜小学校へ統合。